# 오사카 역사박물관

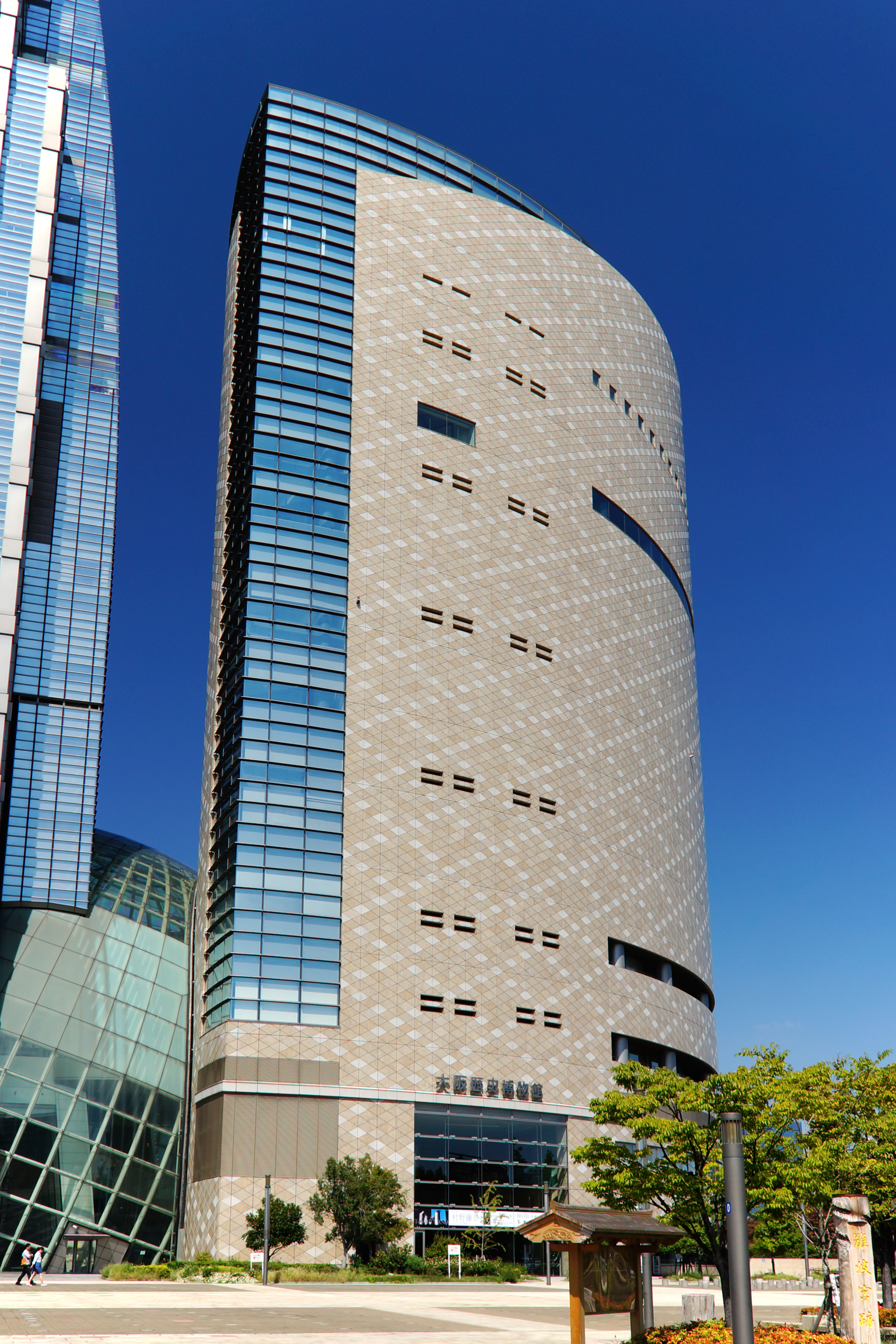
오사카 역사 박물관

오사카 역사 박물관(일본어: 大阪歴史博物館 오사카레키시하쿠부쓰칸[*])은 일본 오사카부 오사카시 주오구에 있는 역사 박물관이다. 총 10층으로 되어있으며, 각 층마다 밖을 내다볼 수 있는 간이 전망대가 설치되어 있다.

## 같이 보기
- 분류:오사카시의 박물관